# Orthocis leanus
Orthocis leanus is een keversoort uit de familie houtzwamkevers (Ciidae). De wetenschappelijke naam van de soort werd in 1907 gepubliceerd door Thomas Blackburn.